# Traité New START
Convention sur les armes à sous-munitions (2008) Convention de Kinshasa (2010)
Le traité New START (de l'anglais Strategic Arms Reduction Treaty, litt. « traité de réduction des armes stratégiques », en russe : СНВ-III, SNV-III) est un traité de désarmement nucléaire conclu entre les États-Unis et la Russie. Il a été signé le 8 avril 2010 à Prague et, après sa ratification, est entré en vigueur le 5 février 2011 pour une durée de dix ans.
Le nom complet de ce traité est en anglais Treaty between the United States of America and the Russian Federation on Measures for the Further Reduction and Limitation of Strategic Offensive Arms, et en russe Договор между Российской Федерацией и Соединёнными Штатами Америки о мерах по дальнейшему сокращению и ограничению стратегических наступательных вооружений.
Le traité New START remplace à la fois le traité START I qui a expiré le 5 décembre 2009 et le traité SORT signé en 2002 qui devait expirer en 2012. Il reprend la dénomination des traités START des années 1990. Les termes du traité limitent à 700 le nombre de lanceurs nucléaires stratégiques déployés et à 1 550 le nombre de têtes nucléaires déployées sur ces lanceurs. Ils établissent aussi un nouveau système d'inspection et de vérification du respect des clauses de l'accord. Le traité New START ne limite cependant pas le nombre d'ogives nucléaires inactives stockées et ne concerne pas les armes nucléaires tactiques.
Les Américains et les Russes se sont accordés en 2021 pour étendre la durée du traité jusqu'au 5 février 2026. Le 21 février 2023, la Russie a suspendu sa participation au traité New START. Cependant, elle ne s'est pas « retirée » du traité et a précisé qu'elle continuerait à respecter les limites numériques prévues par le traité.

## Contexte international et stratégique
Arrivé à la Maison blanche le 20 janvier 2009, Barack Obama accorde une priorité importante aux questions nucléaires et à la relance des relations avec la Russie.
| Traité    | Signature | Entrée en vigueur |
| --------- | --------- | ----------------- |
| SALT I    | 1972      | 1972              |
| SALT II   | 1979      | ❌                |
| INF       | 1987      | 1988              |
| START I   | 1991      | 1994              |
| START II  | 1993      | ❌                |
| SORT      | 2002      | 2003              |
| New START | 2010      | 2011              |

Dès le mois de février 2009, la nouvelle administration Obama envoie à Moscou des signaux clairs sur la volonté d'opérer un redémarrage de la relation entre les États-Unis et la Russie sur de nouvelles bases. Pour appuyer concrètement ces déclarations, Obama annonce le gel de l'installation du bouclier américain antimissile en Europe. Le 5 avril 2009, lors d'un sommet entre les États-Unis et l'Union européenne à Prague, il affirme « clairement et avec conviction l'engagement de l'Amérique à rechercher la paix et la sécurité dans un monde sans armes nucléaires » et confirme que « nous négocierons cette année un nouveau traité de réduction des armes stratégiques avec la Russie »,.
Pour autant, la prudence reste de mise de chaque côté. À titre d'exemple, Medvedev annonce en mars 2009 un réarmement à grande échelle pour « augmenter la capacité de combat de nos forces, avant tout celles de nos forces nucléaires stratégiques » notamment pour faire pièce aux tentatives incessantes de l'OTAN de développer son infrastructure militaire près de la Russie.
Les deux parties n'ont cependant pas intérêt à relancer une course aux armements stratégiques  et plus généralement en matière de lutte contre la prolifération des armes de destruction massive et le terrorisme international. Lors du sommet russo-américain des 6 et 7 juillet 2009, Barack Obama appelle à la fin de l'antagonisme entre les Etats-Unis et la Russie ; plusieurs mémorandums conjoints sont signés qui concernent la suite des négociations START, la défense antimissile, la coopération dans le domaine nucléaire et l'Afghanistan,.
Le nouveau traité ne limite pas le nombre d'ogives nucléaires inactives stockées et ne concerne pas les armes nucléaires tactiques. Bien que ne constituant de ce fait qu'un pas modeste vers le désarmement nucléaire, il permet aux Américains et aux Russes de s'en prévaloir dans la perspective de la conférence d’examen du Traité de non-prolifération (TNP) qui se tient au printemps 2010 et d'affirmer qu'ils respectent l'Article VI de ce traité qui vise à terme le désarmement nucléaire.

## Négociation, signature et ratification du traité

### Négociation
Les négociations sur le traité commencent en avril 2009 après une première rencontre à Londres entre Barack Obama et Dmitri Medvedev en marge du sommet du G20.
Menées très rapidement, elles aboutissent à un premier document d'accord signé par Obama et Medvedev au cours du sommet qui les réunit à Moscou le 6 juillet 2009. Ce mémorandum d'accord intermédiaire donne instruction aux négociateurs de trouver un nouvel accord qui maintiendrait les mécanismes de vérification du traité START I de 1991, plafonnerait le nombre de lanceurs à une fourchette comprise entre 500  et   1 100, et les têtes nucléaires stratégiques déployées entre 1500 et 1675, en baisse sensible par rapport au plafond précédent de 2 200,.

### Signature et ratification
Les présidents Obama et Medvedev annoncent le 26 mars 2010 avoir conclu un accord et signent le traité New START le 8 avril 2010 à Prague,.
Aux États-Unis, les traités doivent être ratifiés par les deux tiers du Sénat, soit 67 élus sur 100. Bien que majoritaires, les démocrates ont besoin de l'appui républicain pour faire ratifier le traité. Après de longues tractations, le 22 décembre 2010, le Sénat des États-Unis vote la ratification du traité par 71 voix contre 26,,. Treize sénateurs républicains, les cinquante-six sénateurs démocrates et les deux sénateurs indépendants se sont prononcés en faveur de la ratification. Obama signe les instruments de ratification le 2 février 2011.
Malgré une opposition non négligeable résultant de l'absence de clause concernant la défense antimissile, les députés de la Douma d'État, chambre basse de l'Assemblée fédérale de la fédération de Russie, votent le 25 janvier 2011 la ratification du traité par 350 voix pour, 96 contre et une abstention. Le lendemain, la chambre haute, le Conseil de la fédération russe l'approuve à l'unanimité,. Le 28 janvier 2011, le président Medvedev signe la loi de ratification votée par l'assemblée fédérale.
Le traité entre en vigueur le 5 février 2011 lorsque le ministre russe des Affaires étrangères Sergueï Lavrov et la secrétaire d'État des États-Unis Hillary Clinton échangent les instruments de ratification à l'occasion de l'édition 2011 de la Conférence annuelle de Munich sur la sécurité,.

### Structure du traité
Le traité New START comprend trois niveaux de documents de plus en plus détaillés : le texte du traité proprement dit (en 16 articles), le protocole au traité (en neuf parties) et trois annexes techniques. Les trois niveaux sont juridiquement contraignants. Le texte et le protocole du traité contiennent les droits et obligations fondamentaux du traité, dont certains sont précisés en Annexe.
Ces documents sont complétés par trois déclarations unilatérales, dont deux concernent la défense antimissile et une les SLBM Trident 1.
Le traité comporte 16 articles qui définissent les plafonds des armes stratégiques (articles 1 à 5), identiques pour les États-Unis et la Russie, les principes de la vérification de leur respect (articles 6 à 13) et les modalités de terminaison, sortie anticipée ou prorogation du traité (articles 14 à 16).

## Perspectives à l'approche de l'échéance du traité
Le traité New START arrive à échéance le 5 février 2021. L'article XIV du traité stipule que « si les Parties décident de proroger ce Traité, celui-ci sera prorogé pour une période de cinq ans au maximum, à moins qu'il ne soit remplacé plus tôt par un accord ultérieur sur la réduction et la limitation des armes stratégiques offensives ».
Avec la disparition du traité ABM en 2002, du traité sur les forces nucléaires à portée intermédiaire (FNI) en 2019, et le retrait américain du traité Ciel ouvert en 2020, le traité New START est le dernier des accords de contrôle et de limitation des armements nucléaires liant les États-Unis et la Russie. Néanmoins, son futur est incertain.

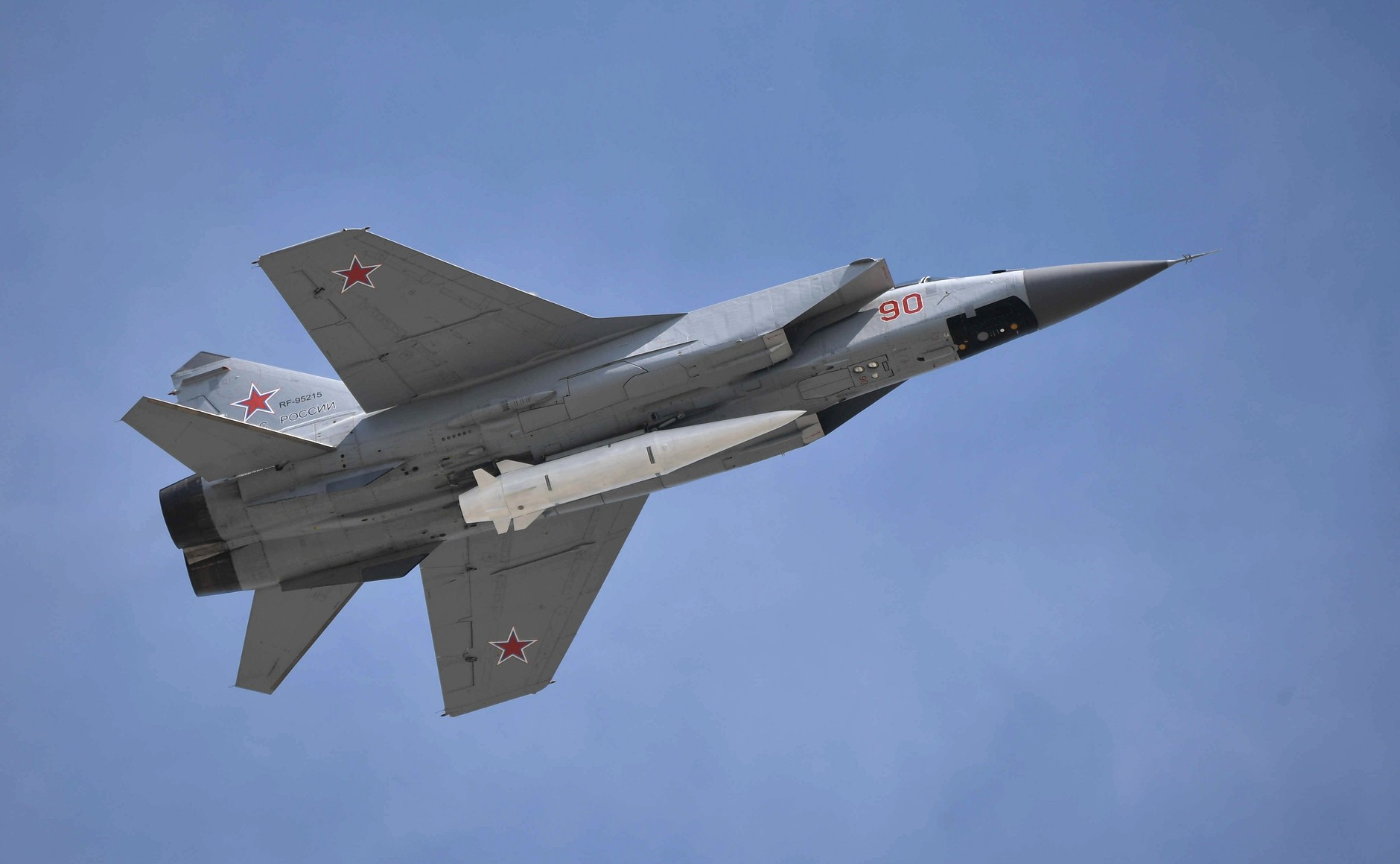
Le missile hypersonique Kinzhal est l'une des nouvelles armes russes, enjeu des négociations de limitation des armements nucléaires.

Les déclarations se multiplient depuis 2019 du côté américain comme russe pour mettre en avant les manquements présumés aux dispositions du traité et les sujets clés à négocier dans le cadre d'une prolongation du traité actuel ou de la négociation d'un traité entièrement nouveau. La Russie exprime clairement son souhait de proroger le traité, tandis que l'Administration américaine laisse planer le doute et insiste plutôt sur son désir d'inclure la Chine dans les négociations, ce que la Chine refuse. Les discussions officielles bilatérales commencent en juin 2020 à Vienne.
Les deux Parties évoquent régulièrement leur intérêt pour des négociations de limitation des armements plus globales, ne se limitant pas aux armes stratégiques américaines et russes. Les thèmes d'élargissement possibles sont l'extension à d'autres pays possédant des armes nucléaires (la Chine, mais aussi la France ou le Royaume-Uni), la prise en compte des armes nucléaires tactiques, la limitation des défenses antimissiles, voire l'inclusion d'armes conventionnelles stratégiques nouvelles. Le contexte géopolitique actuel est cependant défavorable à l'ouverture de négociations aussi ambitieuses et complexes.
Par réalisme et choix tactique, la Russie privilégie à court terme la prorogation de New START. Le temps ainsi gagné permet aux Russes d'avancer dans la mise au point de leurs nouvelles armes stratégiques. À plus long terme, la fin de toute limite aux armes nucléaires pourrait provoquer une course aux armements qui ne serait pas dans les moyens de Moscou.
Du côté américain, le président élu Joe Biden déclare en novembre 2020 qu'il « négociera une extension du traité New START, un ancrage de stabilité stratégique entre les États-Unis et la Russie, et l'utilisera comme base pour de nouveaux accords de contrôle des armements. ».
Le jour même de son investiture, le 21 janvier 2021, le président américain Joe Biden confirme son souhait que le traité soit prolongé pour une durée de cinq ans, la durée maximale prévue par le texte. Les Russes confirment leur accord sur cette prolongation. Vladimir Poutine signe le décret de sa prolongation le 29 janvier 2021. Les Etats-Unis valident à leur tour l’extension du traité de désarmement New START avec la Russie le 3 février 2021.
Le 21 février 2023, lors d'un discours à la Nation, Vladimir Poutine annonce « suspendre » la participation de la Russie à ce traité. Le président russe ajoute aussi être prêt à débuter de nouveaux essais nucléaires si jamais les États-Unis le faisaient.

## Armes concernées et plafonds prévus

### Plafonds prévus par le traité
Le traité New START concerne trois types d'armes stratégiques offensives à capacité nucléaire : les missiles intercontinentaux (ICBM), les missiles balistiques lancés depuis des sous-marins (SLBM) et les bombardiers lourds. Le terme ICBM désigne un missile balistique basé au sol d'une portée supérieure à 5 500 km. Le terme bombardier lourd désigne un bombardier d’un type qui satisfait à l’un des critères suivants : sa portée est supérieure à 8 000 km, ou il est équipé pour lancer des missiles de croisière nucléaires à longue portée (> 600 km),.
Le traité fixe trois plafonds, définis à l'article II et dont les règles de comptage sont précisées à l'article III, :
- 700 ICBM, SLBM et bombardiers lourds déployés ; les ICBM peuvent être fixes ou mobiles ; les bases de déploiement doivent être identifiées[note 3],[42] ; le traité ne fixe pas de plafond du nombre d'ICBM et SLBM possédés mais non-déployés, mais prévoit que leur nombre et leur emplacement soient en permanence connus et autorise des inspections sur place pour confirmer ces données[note 4]. L'importance stratégique des missiles non déployés est réduite par le fait que le nombre de lanceurs non déployés est limité ;
- 800 lanceurs d'ICBM et de SLBM et bombardiers lourds, déployés et non-déployés. Un lanceur d'ICBM est un silo, un TEL ou potentiellement un train[43]. Un lanceur de SLBM est un tube de lancement à bord d'un SNLE. Ces dispositifs sont non-déployés s'ils ne contiennent pas de missile ;
- 1 550 ogives nucléaires déployées, c'est-à-dire montées sur un ICBM, un SLBM ou un bombardier lourd. Pour les missiles déployés, il s'agit du nombre de véhicules de rentrée dans l'atmosphère dont la tête du missile est équipée ; la technique du mirvage que les États-Unis et la Russie maîtrisent depuis les années 1970 permet de placer à bord d'un missile plusieurs ogives nucléaires guidées indépendamment durant leur rentrée et capables donc de frapper plusieurs cibles. Pour les bombardiers déployés, chacun est comptabilisé pour un au titre de ce plafond.

Pour des raisons techniques, il est temporairement impossible d'afficher le graphique qui aurait dû être présenté ici.

Les armes stratégiques offensives soumises au traité ne doivent pas être basées en dehors du territoire national de chaque Partie au traité.
Aux fins du calcul de la limite de 1 550 ogives nucléaires, une seule ogive est comptée pour chaque bombardier lourd, bien qu'ils puissent emporter plusieurs ALCM ou bombes nucléaires. Cette approche d’attribution a été adoptée parce que, au jour le jour, ni les États-Unis ni la Russie ne conservent d’armes nucléaires chargées à bord de leurs bombardiers lourds déployés, et parce qu'ils ne sont pas des armes de première frappe à vol rapide et sont donc considérés comme contribuant à la stabilité de l'équilibre stratégique.
Le traité établit une distinction entre les ogives nucléaires et les lanceurs déployés, c'est-à-dire prêts à l'emploi opérationnel, et ceux non déployés, c'est-à-dire stockés mais non détruits.
Chacune des parties au traité est libre de la proportion de lanceurs de chacun des trois types qu'elle décide de déployer, dès lors qu'elle respecte le plafond global. Dans le même esprit, le traité autorise (article V) la modernisation des systèmes existants et l'introduction de nouveaux systèmes entrant dans les catégories existantes définies dans le traité. Le traité prévoit aussi qu'une Partie puisse saisir la « Commission consultative bilatérale » s'il considère que l'autre partie est en voie d'introduire de nouveaux types d'armes stratégiques. Le planeur hypersonique Avangard et le missile aérobalistique air-sol hypersonique Kinzhal en cours de développement par les Russes peuvent ainsi faire l'objet de négociations dans le cadre du traité New START.
Les programmes de défense antimissile ne sont pas limités par le traité New START. Le préambule du traité reconnaît « l'interdépendance entre les armes offensives stratégiques et les armes défensives stratégiques » et que « les armes défensives stratégiques actuelles ne compromettent pas la viabilité et l'efficacité des armes offensives stratégiques des Parties ». Depuis le retrait des États-Unis du traité ABM décidé en 2002 par le président Bush, les Américains et les Russes ne sont plus liés par des limites au développement de leurs systèmes antimissiles.

### Calendrier de mise en œuvre du traité
Le traité prévoit des étapes précises de mise en œuvre, dont la principale est l'atteinte des plafonds prévus sept ans après son entrée en vigueur, soit le 5 février 2018,.
Le Protocole établit l’accord des parties pour appliquer par avance la plupart des dispositions du traité relatives aux échanges d'informations mais pas celles relatives aux inspections, à compter de la date de signature du traité, avant même son entrée en vigueur (Protocol Part 8 - Provisional Application).
Au plus tard 45 jours après l'entrée en vigueur du traité, les Parties doivent se transmettre les bases de données comprenant les informations sur le nombre, l’emplacement et les caractéristiques techniques des systèmes d’armes et des installations soumis au Traité.
Au plus tard 60 jours après l'entrée en vigueur du traité, une exposition doit être organisée pour toute arme nucléaire stratégique qui n'a pas déjà été exposée dans le cadre du traité START, afin de confirmer leurs caractéristiques techniques. Le bombardier lourd Northrop B-2 Spirit pour les États-Unis et l'ICBM RS-24 Yars pour la Russie en sont des exemples.
Les Parties peuvent commencer les inspections 60 jours après l'entrée en vigueur du traité, dans la limite de 18 inspections sur place par an. Chaque Partie a droit à dix inspections de type un et huit inspections de type deux.

### Mise en application du traité de 2011 à 2020
Début 2020, les États-Unis et la Russie respectent les trois plafonds fixés par le traité. Les données sont actualisées tous les six mois.
En février 2018, les États-Unis déploient 652 ICBM, SLBM et bombardiers lourds contre 700 autorisés. Ces 652 armes stratégiques se décomposent ainsi : 400 lanceurs Minuteman III en silos à terre, 203 lanceurs Trident II à bord de quatorze sous-marins nucléaires lanceurs d'engins de classe Ohio et 49 bombardiers lourds équipés d'armes nucléaires (13 B-2A et 39 B-52 H). Pour respecter ce plafond, les États-Unis ont par exemple réduit de vingt-quatre à vingt le nombre de lanceurs de missiles Trident II équipant les SNLE de classe Ohio. Depuis lors, ces données varient peu car les armes nucléaires stratégiques américaines ne connaissent pas d'évolution majeures. Les variations correspondent aux opérations de maintenance et de modernisation qui conduisent à retirer temporairement du service certaines de ces armes.
En 2020, la Russie déclare disposer d'environ 500 ICBM, SLBM et bombardiers lourds contre 700 autorisés, soit un nombre sensiblement inférieur à celui des États-Unis et relativement stable depuis plusieurs années. La Russie déploie environ 320 ICBM, 144 SLBM à bord de dix SNLE et 65 bombardiers,.

### Évolution des plafonds d'armes nucléaires stratégiques depuis 1991
Depuis la fin de la guerre froide, trois traités bilatéraux entre les États-Unis et la Russie ont été successivement en vigueur visant à limiter le nombre d'armes nucléaires stratégiques : START I, SORT et New START. Le traité Sort ne se substitue pas au traité START I qui demeure en vigueur ; il a pour seul effet de diminuer drastiquement le plafond de têtes nucléaires déployées par les deux Parties,. Le traité START II bien que ratifié plusieurs années après sa signature n'est finalement jamais entré en vigueur.
Le traité New START plafonne les ogives et bombes nucléaires stratégiques déployées à 1 550, soit une baisse d'environ 30 % par rapport à la limite de 2 200 fixée par le traité SORT et de 74 % par rapport au plafond de 6 000 prévu par le traité START. De START I à New START, les plafonds globaux de lanceurs sont divisés par deux, passant de 1 600 à 700 lanceurs déployés.
| Élément caractéristique du traité                             | Élément caractéristique du traité                | START I                                                              | SORT                                                                 | New START      |
| ------------------------------------------------------------- | ------------------------------------------------ | -------------------------------------------------------------------- | -------------------------------------------------------------------- | -------------- |
| Date signature                                                | Date signature                                   | 31 juillet 1991                                                      | 24 mai 2002                                                          | 8 avril 2010   |
| Date entrée en vigueur                                        | Date entrée en vigueur                           | 5 décembre 1994                                                      | 1er juin 2003                                                        | 5 février 2011 |
| Date expiration                                               | Date expiration                                  | 2009                                                                 | 2012                                                                 | 2021           |
| Plafond sur le nombre de lanceurs (ICBM, SLBM et bombardiers) | Limite globale (déployés et non déployés)        | Pas de limite globale, sauf plafond de 250 ICBM mobiles non-déployés | Pas de limite globale, sauf plafond de 250 ICBM mobiles non-déployés | 800            |
| Plafond sur le nombre de lanceurs (ICBM, SLBM et bombardiers) | Sous-limite (déployés)                           | 1 600                                                                | 1 600                                                                | 700            |
| Plafond sur les têtes nucléaires                              | Limite globale (déployées)                       | 6 000                                                                | 1 700-2 200                                                          | 1 550          |
| Plafond sur les têtes nucléaires                              | Sous-limite (déployées par type d'arme porteuse) | ICBM et SLBM : 4 900 ICBM mobile : 1 100 ICBM lourd : 1 540          | ICBM et SLBM : 4 900 ICBM mobile : 1 100 ICBM lourd : 1 540          | _              |
| Plafond sur la capacité d'emport des lanceurs                 | Plafond sur la capacité d'emport des lanceurs    | 3 600 tonnes                                                         | 3 600 tonnes                                                         | _              |
| Notes relatives au tableau : 1. 2.                            |                                                  |                                                                      |                                                                      |                |

## Mesures de vérification et de contrôle du respect du traité

### Dispositions d'ensemble
Les mesures de vérification et de contrôle prévues par le traité s'inspirent fortement de celles définies pour les traités START I et FNI. Elles sont décrites en détail dans les documents du traité. Elles revêtent les aspects suivants :
- une définition très précise de tous les termes employés dans les documents du traité, afin d'éviter toute difficulté d'interprétation durant la mise en œuvre du traité (Protocole Part 1 - Terms and their Definition[57]) ;
- la constitution d'une base de données détaillées par échange de données entre les Parties, constamment mise à jour durant la vie du traité (Protocol Part 2 - Categories of Data Pertaining to Strategic Offensive Arms[58]) ;
- des procédures précises de conversion ou d'élimination à respecter en vue de retirer de l'inventaire des armes et installations soumises au traité (Article 6 et Protocol Part 3 - Conversion or Elimination Procedures[59]) ;
- des notifications à émettre pour informer l'autre Partie de certaines activités relatives aux armes objet du traité et à leurs installations (Article 7 et Protocol Part 4 - Notifications[60] et Annex on Notifications) ;
- des inspections conduites sur site d'une Partie par l'autre Partie (Protocol Part 5 - Inspection Activities[61] et Annex on Inspection Activities) ;
- l'installation d'une « Commission consultative bilatérale » chargée de résoudre les questions relatives au respect du traité par les deux Parties et plus généralement à sa mise en œuvre (Article 12 et Protocol Part 6 - Bilateral Consultative Commission[62]) ;
- l'échange annuel de données de télémesure sur un nombre convenu de lancements d'ICBM et de SLBM (Protocol Part 7 - Telemetric Information[63] et Annex on Telemetric Information).

Bien entendu, l'utilisation par chaque Partie de ses « moyens techniques nationaux » de détection et d'observation, par exemple par ses satellites, demeure, avec les inspections sur site, l'un des deux moyens clés de contrôle des activités de l'autre Partie et de vérification qu'elle respecte les dispositions du traité. L'article X du traité stipule que chaque Partie s'engage à ne pas interférer avec les moyens techniques nationaux de vérification de l'autre partie, et à ne pas utiliser de mesures de dissimulation qui empêchent la vérification, par des moyens techniques nationaux de vérification, du respect des dispositions du présent traité.

### Inspections sur place
Chaque Partie a droit à 18 inspections au plus sur place par an, 10 de type un et 8 de type deux, :
- les inspections de type un se concentrent sur les sites d'armes déployées et non déployées. Les activités autorisées comprennent la confirmation de l'exactitude des données échangées, le nombre d'ogives situées sur les ICBM et SLBM déployés, et le nombre d'armements nucléaires devant être sur les bombardiers lourds déployés ;
- les inspections de type deux se concentrent sur les sites n'abritant que des armes non déployées. Elles peuvent concerner la confirmation de la conversion ou de l'élimination d'armes ou d'installations.

## Arsenal américain en 2023
En mai 2023, les États-Unis dévoilent une présentation de l'état de ses armes nucléaires appelant la Russie à pratiquer le même exercice dans le cadre du traité. L'arsenal américain fait état au 1er mars 2023 de 662 missiles balistiques intercontinentaux.